# Rainer Gneiser

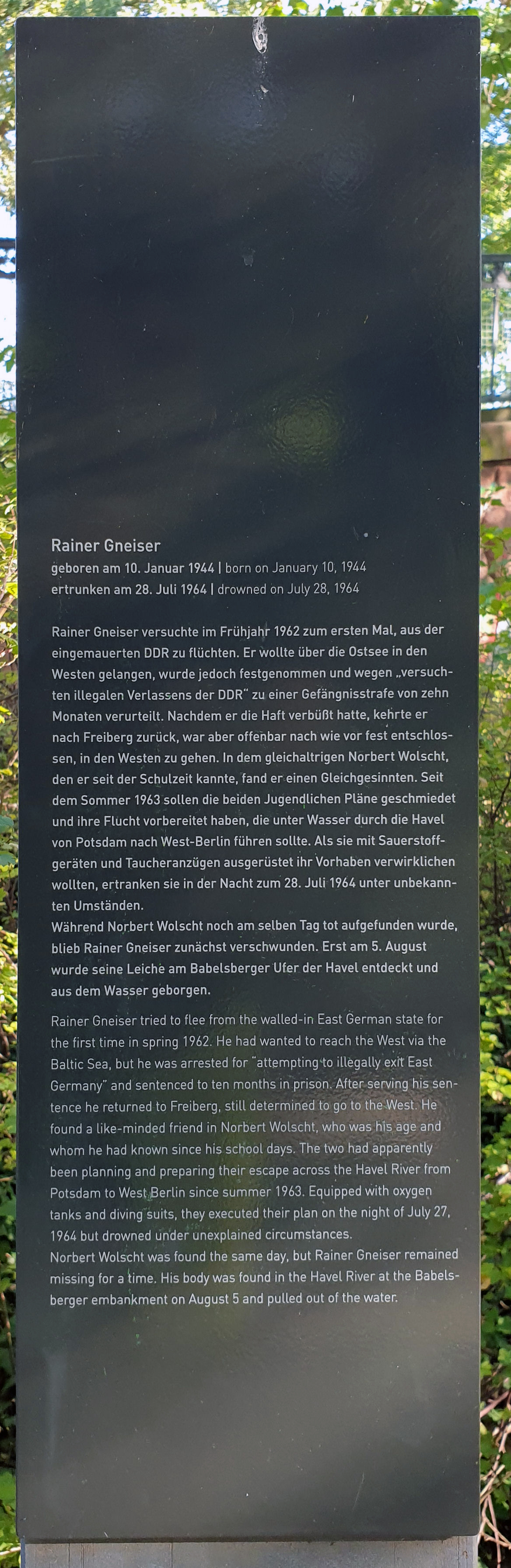
Gedenktafel in Klein Glienicke

Rainer Gneiser (* 10. Januar 1944 in Kreuzburg; † 28. Juli 1964 in Potsdam) war ein Todesopfer an der Berliner Mauer. Er ertrank bei einem Fluchtversuch aus der DDR in der Havel.
Gneiser war der Sohn von Wilhelm Gneiser und seiner Ehefrau Ruth. Nach Flucht und Vertreibung wuchs er in Freiberg auf. Nach der Mittleren Reife machte er eine handwerkliche Ausbildung. Im Alter von 18 Jahren versuchte er im Frühjahr 1962 zum ersten Mal die Flucht aus der DDR. Der Versuch, über die Ostsee in den freien Westen zu kommen, scheiterte. Er wurde festgenommen und am 16. April 1962 wegen „versuchten illegalen Verlassens der DDR“ vom Kreisgericht Freiberg zu einer Gefängnisstrafe von zehn Monaten verurteilt.
Ab Sommer 1963 plante er mit seinem Freund Norbert Wolscht die Flucht aus der DDR. Zusammen trainierten sie schwimmen und bauten eine Taucherausrüstung.
Am 25. Juli 1964 fuhren sie unter dem Vorwand, zelten zu wollen, mit dem Motorrad aus Freiberg weg Richtung Potsdam. Vermutlich wollten sie vom Tiefen See zwischen Potsdam und Babelsberg unter Wasser die Havel entlang nach West-Berlin tauchen. Grenztruppen der DDR fanden die Leiche von Norbert Wolscht am 28. Juli. Rainer Gneisers Leiche wurde eine Woche später am Babelsberger Ufer der Havel gefunden. Die Obduktionen der Leichen ergaben, dass Norbert Wolscht am 28. Juli um 2 Uhr morgens an einer Kohlendioxidvergiftung starb. Der selbst gebaute Atemregler filterte das Kohlendioxid nicht richtig. Die Ermittlungen des Volkspolizeikreisamts Potsdam endeten mit dem Ergebnis, dass die beiden bei einem Unglücksfall starben.